# Білл Мак-Міллан
Білл Мак-Міллан (англ. Bill MacMillan, 7 березня 1943, Шарлоттаун — 15 липня 2023) — канадський хокеїст, що грав на позиції крайнього нападника. Грав за збірну команду Канади. Згодом — хокейний тренер.

## Ігрова кар'єра
Професійну хокейну кар'єру розпочав 1966 року.
Протягом професійної клубної ігрової кар'єри, що тривала 13 років, захищав кольори команд «Торонто Мейпл-Ліфс», «Атланта Флеймс» та «Нью-Йорк Айлендерс».
Виступав за збірну Канади.

## Тренерська робота
1980 року розпочав тренерську роботу в НХЛ. Працював з командами «Колорадо Рокіз», «Нью-Джерсі Девілс».
Як асистент головного тренера «Нью-Йорк Айлендерс» володар Кубка Стенлі.

## Тренерська статистика
| Команда             | Сезон   | Регулярний сезон | Регулярний сезон | Регулярний сезон | Регулярний сезон | Регулярний сезон | Регулярний сезон | Плей-оф    |
| Команда             | Сезон   | І                | В                | П                | Н                | О                | Результат        | Результат  |
| ------------------- | ------- | ---------------- | ---------------- | ---------------- | ---------------- | ---------------- | ---------------- | ---------- |
| «Колорадо Рокіз»    | 1980–81 | 80               | 22               | 45               | 13               | 57               | 5-е в ДС         | не вийшли  |
| «Нью-Джерсі Девілс» | 1982–83 | 80               | 17               | 49               | 14               | 48               | 5-е у ДП         | не вийшли  |
| «Нью-Джерсі Девілс» | 1983–84 | 20               | 2                | 18               | 0                | (41)             | 5-е у ДП         | звільнений |
| Усього              | Усього  | 180              | 41               | 112              | 27               |                  |                  |            |